# Skidegate Channel
Der Skidegate Channel (deutsch „Skidegate-Kanal“) ist eine rund 50 km lange Meerenge im kanadischen Archipel Haida Gwaii vor der Westküste British Columbias. Sie trennt die beiden Hauptinseln des Archipels, Graham Island im Norden und Moresby Island im Süden und verbindet die Hecate Strait im Osten mit dem Pazifischen Ozean im Westen. An der schmalsten Stelle (bei 53° 9′ 7″ N, 132° 17′ 0″ W) hat der Skidegate Channel eine Breite von nur etwa 25 Metern. Bei Maude Island, vor den Gemeinden Queen Charlotte und Skidegate, treffen der Skidegate Channel und das Skidegate Inlet zusammen. Während der Skidegate Channel sich südlich der Insel findet, ragt das Skidegate Inlet nördlich von Maude Island nach Nordosten nach Graham Island hinein.
Benannt ist die Meerenge nach der Haida-Gemeinde Skidegate an der Südostküste von Graham Island. Zwischen Skidegate und Alliford Bay auf Moresby Island quert eine Fährverbindung, betrieben von BC Ferries, den Skidegate Channel.